# Přírodní rezervace

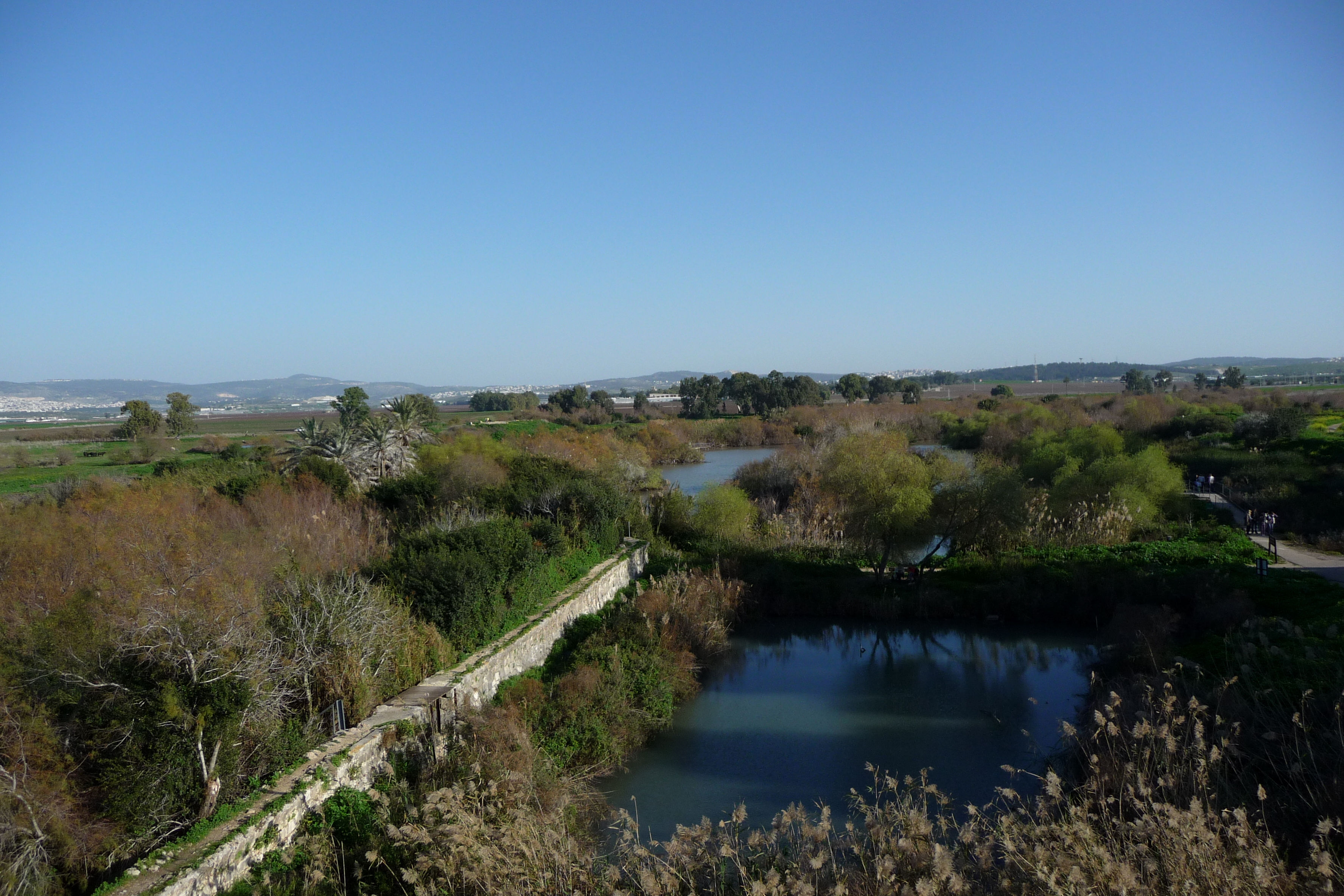
Přírodní rezervace

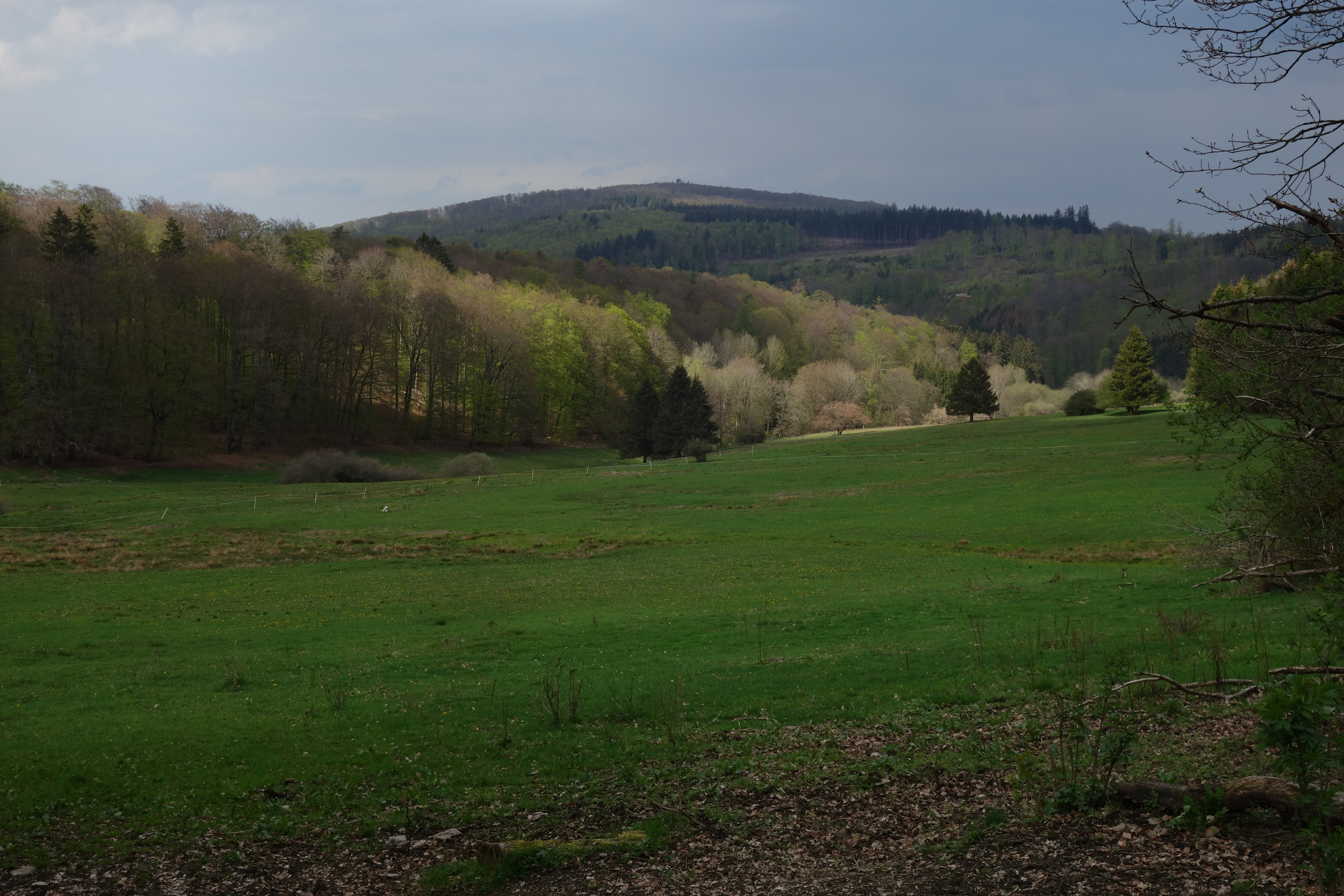
Přírodní rezervace Saubach a Niedgesbach v pohoří Taunus (Německo)

Přírodní rezervace je chráněné území, které je obdobou národní přírodní rezervace, avšak pouze s regionálním významem. Má obvykle menší rozlohu než národní park nebo chráněná krajinná oblast.

## Přírodní rezervace podle zemí
- Přírodní rezervace v Česku
- Přírodní rezervace na Slovensku

Kategorie s názvem přírodní rezervace existuje v řadě států světa, ne všude se tím ovšem míní podobná kategorie ochrany jako v ČR. Např. v některých středoafrických státech odpovídá tato kategorie spíše našim národním parkům, v Nizozemsku jsou zase přírodní rezervace vyhlašovány na rozdíl od jiných kategorií na soukromé půdě aj.